# Palazzo Del Vento
Il palazzo Del Vento, risalente al XVIII secolo e costruito a Foggia in via Arpi ospitò la prima sede dei Monti Uniti di Pietà, istituzione fondata dalla nobildonna Rosa Del Vento, consolata dei frati Cappuccini. Il Monte di Pietà era un'istituzione per aiutare i più bisognosi. Verso la fine del '700 questa si unificò ad altre opere di benefattori e la sede venne trasferita in corso Garibaldi all'inizio del XX secolo.